# Evarts
Evarts är en ort i Harlan County i delstaten Kentucky, USA. År 2000 hade orten 1 101 invånare. Den har enligt United States Census Bureau en area på 1,6 km², allt är land.